# Schüttkasten Klement

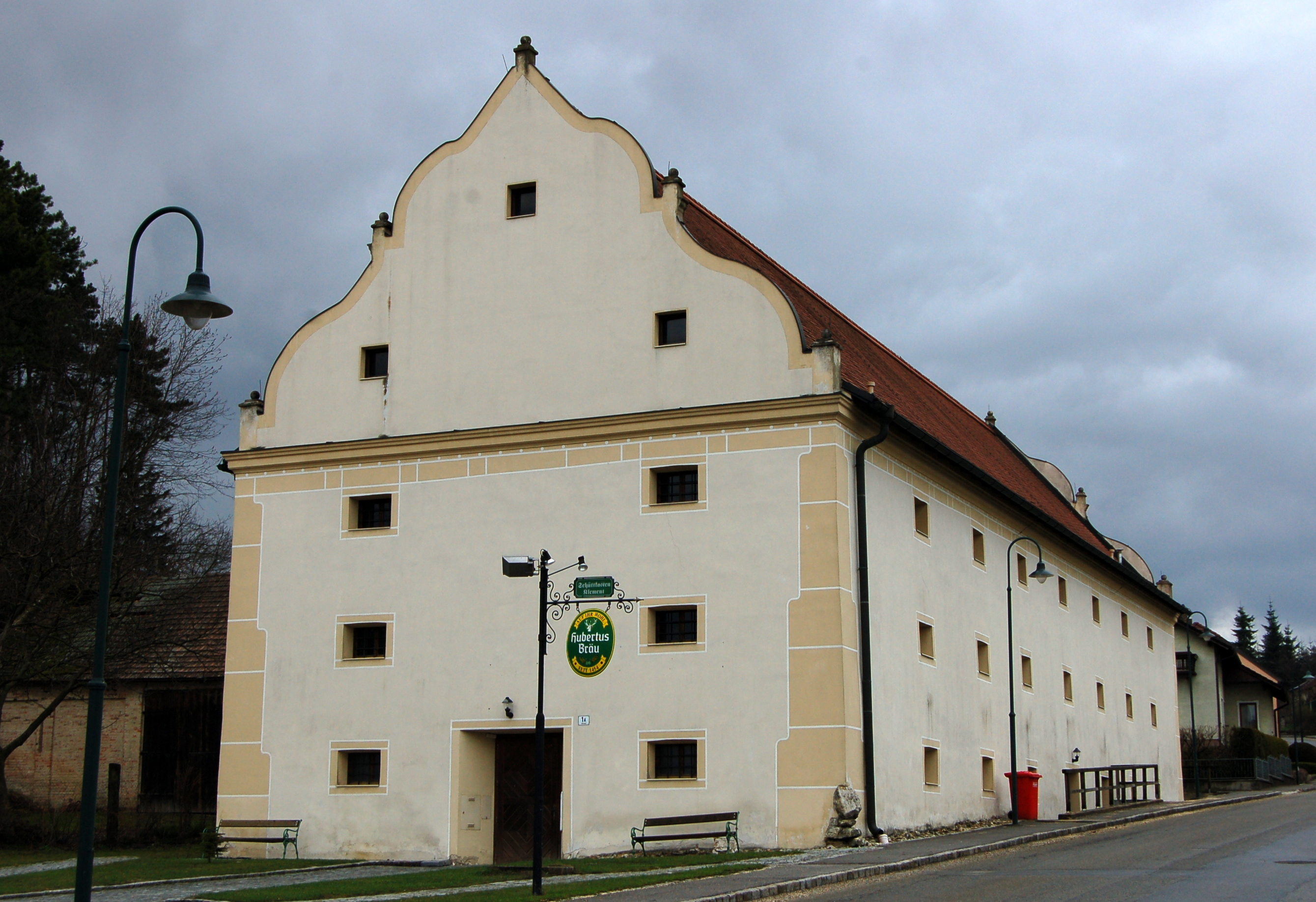
Schüttkasten Klement

Der Schüttkasten Klement ist ein ehemaliger Getreidespeicher (Schüttkasten) in der Katastralgemeinde Klement der Marktgemeinde Ernstbrunn, der heute als Kulturzentrum genutzt wird.
Der Schüttkasten des Schlosses Klement liegt westlich des Schlosses am oberen Ende eines Straßenplatzes.

## Aufbau als Schüttkasten
Das barocke Gebäude hat drei Geschoße zu je 400 m², einen abgesetzten geschwungenen Giebel mit Kugelaufsätzen und wurde im 17. Jahrhundert errichtet. Eine Besonderheit stellen auch die 32 gedrechselten Eichensäulen dar. Er diente der Lagerung von Getreide, welches nach der Ernte auf trockenen Böden in hölzernen Kästen aufgeschüttet wurde.

## Nachfolgenutzung als Kulturzentrum
Der stillgelegte Schüttkasten wurde von der Marktgemeinde Ernstbrunn von 1988 bis zur Eröffnung am 30. Mai 1999 renoviert und einer Nutzung als Kulturzentrum zugeführt. Auf dem Vorplatz fanden im Sommer Steinbildhauersymposien statt, wo Skulpturen erarbeitet wurden, und der Schüttkasten als Infrastruktur diente.